# Stefano Zampogna
Stefano Zampogna (Palmi, 7 marzo 1981) è un ex cestista italiano, di ruolo playmaker.

## Carriera
Ha militato in Serie A con la Fortitudo Bologna, la Viola Reggio Calabria e la Pallacanestro Messina. Dal 2012 milita in Divisione Nazionale C, nella Vis Reggio Calabria.